# UFC Fight Night: Rivera vs. Moraes
UFC Fight Night: Rivera vs. Moraes var en MMA-gala som arrangerades av Ultimate Fighting Championship och ägde rum 1 juni 2018 i Utica i USA.